# Бикоза
Би́коза — село Мологівської сільської громади, Білгород-Дністровський район Одеської області, Україна. Населення становить 432 осіб.

## Населення
Згідно з переписом 1989 року населення села становило 426 осіб, з яких 203 чоловіки та 223 жінки.
За переписом населення 2001 року в селі мешкали 432 особи.

### Мова
Розподіл населення за рідною мовою за даними перепису 2001 року:
| Мова       | Відсоток |
| ---------- | -------- |
| українська | 95,83 %  |
| російська  | 2,78 %   |
| молдовська | 1,16 %   |
| білоруська | 0,23 %   |